# Huawei Mate 10 Lite
Huawei Mate 10 lite — смартфон компанії Huawei, який був анонсований у жовтні 2017 року. Це «молодша» модель флагмана Huawei Mate 10 Pro за зовнішніми характеристиками та Huawei Nova 2 за програмним забезпеченням.
В інших країнах також продавався під назвами Nova 2i, Maimang 6 і Honor 9i.

## Зовнішній вигляд
Смартфон отримав майже безрамний екран покритий склом з ефектом закруглення 2.5D. Корпус виготовлений з металу з невеликими пластиковими вставками.
Випускається у 2 кольорах: чорний та синій. В комплекті — плівка та напівпрозорий пластиковий бампер-чохол.
Заряджається телефон через microUSB 2.0, інтерфейс USB Type-C в цій моделі відсутній.
Розміри апарату: ширина — 75,2 мм, висота — 156,2 мм, глибина — 7,5 мм, вага — 164 грами.

## Апаратне забезпечення
Смартфон побудований на базі Hisilicon Kirin 659. Складається з восьми ядер (4 ядра Cortex A53 2,36 ГГц + 4 ядра Cortex A53 1,7 ГГц). Графічне ядро — Mali-T830 MP2.
Об'єм внутрішньої пам'яті склав 64 Гб, оперативної — 4 ГБ.
Huawei Mate 10 lite IPS-екран діагоналлю 5,9 дюйма з роздільною здатністю 1080 x 2160 пікселів. Співвідношення сторін: 18:9. Щільність пікселів — 407 ppi. 16 мільйонів кольорів. Екран має олеофобне покриття.
Два модулі основної камери — 16 мп з апертурою f/2.2 та 2 мп. Фронтальна камера — подвійна 8 мп з апертурою f/2.0 та 2 мп.
Незнімний акумулятор ємністю 3340 мАг.

## Програмне забезпечення
Huawei Mate 10 lite працює на базі операційної системи Android 7.0 (Nougat) і графічної системи EMUI 5.0.
Інтерфейси: Wi-Fi 802.11 b/g/n, WiFi Direct, точка доступу; Bluetooth 4.2, A2DP, LE, aptX.
Смартфон має 3,5-мм аудіороз'єм та FM радіо.
Телефон підтримує аудіоформати: * .mp3, *. Amr, *. Awb, * .3gp, * .mp4, * .m4a, * .aac, * .wav, *. Ogg, *. Flac, * .mkv
Формати відео: * .mp4, * .3gp.
Смартфон отримав такі сенсори:
- датчик наближення;
- датчик освітлення;
- датчик відбитків пальців;
- акселерометр;
- цифровий компас;
- індикатор стану;
- датчик SAR.[6]